# Richard Douglas Husband
Richard Douglas Husband (Amarillo, Texas, 1957. július 12. – Texas, 2003. február 1.) amerikai Haditengerészeti (USAF) pilóta, űrhajós, ezredes.

## Életpálya
1980-ban a Texas Tech University keretében gépészmérnöki oklevelet szerzett. 1981-ben kapott repülőgép vezetői jogosítványt. Szolgálati repülőgépe az F–4 Phantom II volt. 1982-1985 között Grúziában teljesített szolgálatot. 1985-1987 között repülőgép pilóta oktató. 1987-ben tesztpilóta kiképzésben részesült, az F–4 és az F–15 repülőgépek különböző változatait, technikai eszközeit tesztelte. 1990-ben a California State University keretében megvédte diplomáját. 1992-ben csere tesztpilóta Angliában, a Tornado GR1, a Tornado GR4, a Blackburn Buccaneer és a BAC Strikemaster repülőgépeket tesztelte. Több mint 3800 órát töltött a levegőben, több mint 40 különböző típusú repülőgépet vezetett, tesztelt.
1994. december 9-től a Lyndon B. Johnson Űrközpontban részesült űrhajóskiképzésben. Az Űrhajózási Hivatal megbízásából az Advanced Projects (JSC) képviselője a Space Shuttle fejlesztésében, a Hold és a Mars utazások tanulmányainak készítésénél. Két űrszolgálata alatt összesen 25 napot, 17 órát és 33 percet (617 óra) töltött a világűrben. 2003. február 1-jén hunyt el.

## Űrrepülések
- STS–96, a Discovery űrrepülőgép 26. repülésének pilótája. A második járat, az első dokkolás a Nemzetközi Űrállomásra (ISS). Szállított 4 tonna logisztikai felszerelést és ellátmányt (víz, élelmiszer) a hosszútávú szolgálat biztosításához. Visszafelé tudományos eredményeket és hulladékot szállított. Első űrszolgálata alatt összesen 9 napot, 19 órát és 13 percet (235 óra) töltött a világűrben.  Összesen 7 óra 55 percet töltött a világűrben (kutatás, szerelés). 6 000 000 kilométert (3 700 000 mérföldet) repült, 154 kerülte meg a Földet.
- STS–107, a Columbia űrrepülőgép 28. repülésének parancsnoka. A SpaceHab mikrogravitációs laboratóriumban a legénység 12 órás váltásokban végezte az előírt programokat. Szolgálati idejük alatt több mint 80 kutatási, kísérleti feladatot végeztek, vagy a zárt folyamatot ellenőrizték. Második űrszolgálata alatt összesen 15 napot, 22 órát és 20 percet (382 óra) töltött a világűrben. 10 670 000 kilométert (6 600 000 mérföldet) repült, 255-ször kerülte meg a Földet.